# 마른 새우

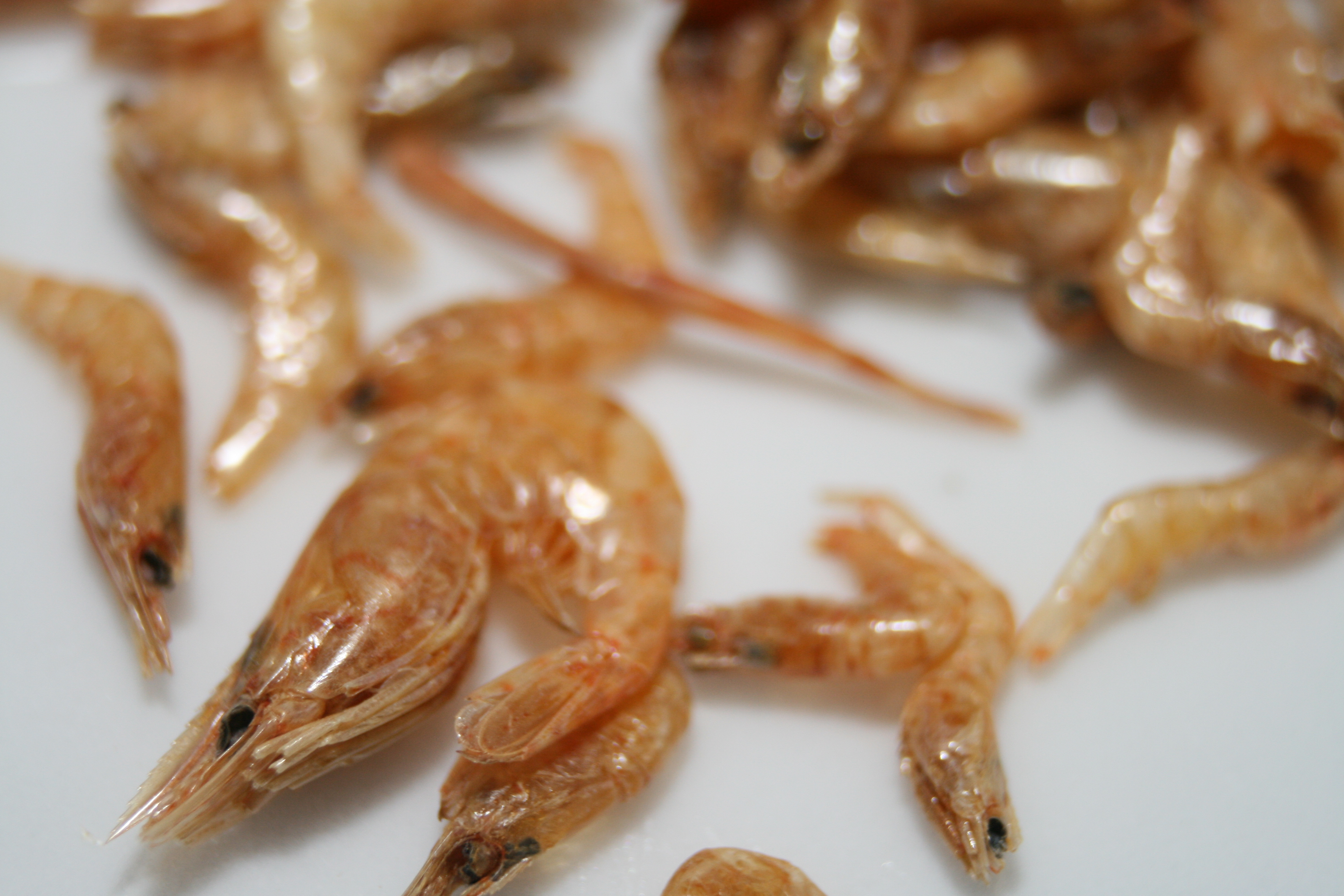
마른 새우

마른 새우 또는 건새우는 새우를 햇볕이나 건조기에 말린 것이다. 한국 요리 외에도 중국 요리, 태국 요리 등에서 널리 쓰인다.

## 요리
한국에서는 마른 새우를 볶아 마른새우볶음을 만든다.

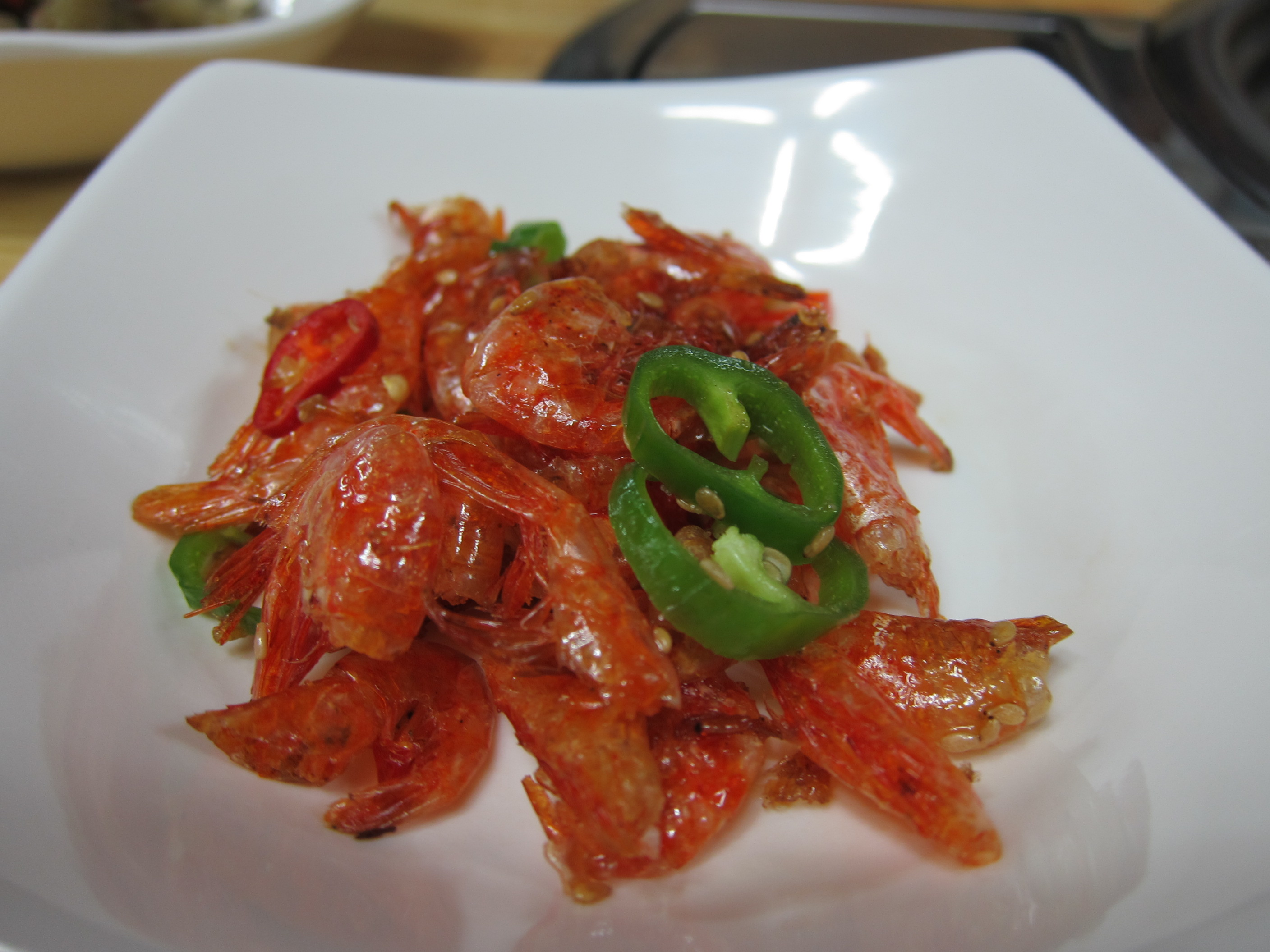
마른새우볶음
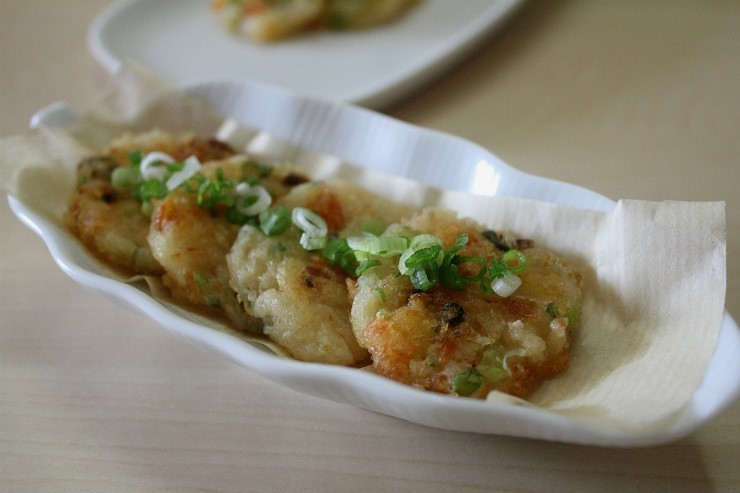
마른새우감자전

## 같이 보기
- 건어물